# Peder Bodilsen
Peder Bodilsen (død tidligst 1142) var en sjællandsk stormand. Han stiftede Skovklosteret, som senere blev til Herlufsholm, og først hed klosteret Sankt Peders kloster.
Hans far er ukendt; hans mor Bodil spekuleres at have tilknytning til kongeslægten. Peder havde brødrene Hemming og Jørgen.
I 1123 foranledigede han oprør for at sikre cølibatets overholdelse blandt præsterne. Med vold og drab forsøgte han at gennemtvinge cølibatet.
Efter Magnus den Stærkes mord på sin fætter Knud Lavard i Haraldsted Skov (januar 1131) var Peder Bodilsen og andre af den myrdede Knud Lavards venner aktive for at ophidse til hævn over Magnus' og hans medskyldige. Peders kapellan Nothold blev biskop af Ribe efter slaget ved Fodevig, der afsluttede den borgerkrig, der fulgte mordet.
I 1135 stiftede han sammen med sin mor og sine brødre et benediktinerkloster, St. Peders Kloster, i Næstved. Han oprettede her Næstved Latinskole, der fungerede frem til 1739. Han sluttede sig siden til biskoppen i Roskilde, Eskil, da denne (o. 1137) fik sjællænderne til at rejse sig mod Erik Emune, som Peder tidligere altså havde støttet i borgerkrigen, og fordrive ham fra Sjælland. Mod den tilbagevendte konges ønske udvirkede Peder Bodilsen, at Eskil blev Assers efterfølger på Lunds ærkebispestol i 1137.
Hvideslægten havde støttet kongen i det sjællandske oprør og stod dermed i opposition til Eskil og Peder. Saxo skriver, at Peder i 1136 på Sjællands landsting – uden held – prøvede at få fradømt Hviderne deres ejendom.
Peder Bodilsen levede endnu i begyndelsen af 1142, men antages at være død enten dette eller et af de nærmest følgende år, 30. april.
Med sin hustru Unne havde han 3 sønner: Jørgen, Knud og Job/Jon.
På Hjultorvet i Næstved findes en rytterstatue, der forestiller Peder Bodilsen. Statuen er Danmarks mindste, og den er en borgergave, som blev opsat ved byens 800 års jubilæum som købstad i 1935.

## Galleri
- Mindesten på Munkebakken i Næstved.
- Rytterstatuen af Peder Bodilsen på Hjultorv i Næstved.
- Herlufsholm som Peder Bodilsen grundlagde som St. Peders Kloster i 1135.